# Те Тамаки, Терина
Терина Лили Те Тамаки (англ. Terina Lily Te Tamaki; родилась 1 мая 1997 в Гамильтоне) — новозеландская регбистка, играющая на позиции хукера (отыгрывающей). Серебряный призёр летних Олимпийских игр 2016 года по регби-7, до 2018 года была самой молодой призёркой Олимпийских игр от Новой Зеландии.

## Семья
По происхождению маори из иви (племён) Те Арава, Уаикато Таинуи и Нгати Маниапото, старший брат Айзек — игрок сборной по регби-7, есть двоюродная сестра Тереза, также регбистка. Окончила женскую школу Гамильтона.

## Регбийная карьера
Терина последовала примеру брата, игравшего за регбийные команды мужской школы Гамильтона. В сборную её пригласила бывший игрок Кристал Кауа, тренер команды школы для девочек. Терина выступает за команду провинции Уаикато в чемпионате провинций Новой Зеландии. Ожидая своего шанса выступить на Олимпиаде в Токио, Тереза неожиданно была включена в январе 2016 года в заявку сборной Новой Зеландии на этап Мировой серии в США.
Она попала в заявку сборной на Олимпиаду в Рио-де-Жанейро. На турнире завоевала серебряную медаль в составе сборной и побила рекорд 1952 года, став самой юной медалисткой Олимпийских игр от Новой Зеландии, однако через полтора года сноубордистка Зои Садовски-Синнотт, завоевавшая бронзу в Пхёнчхане на зимней Олимпиаде, побила и этот рекорд.